# Basilique Sacro Cuore di Cristo Re
Pour les articles homonymes, voir Basilique Sacro Cuore.
La basilique Sacro Cuore di Cristo Re (en français : basilique du Sacré-Cœur-du-Christ-Roi) est une basilique mineure de Rome. Elle est dédiée au Sacré-Cœur du Christ-Roi et se trouve dans le quartier Q.XV Della Vittoria de Rome.
L'église est construite sous l'impulsion du R.P. Ottavio Gasparri SCJ, selon les plans de l'architecte Marcello Piacentini de 1919 à 1929 et de 1931 à 1934. La première pierre est posée par le vénérable Léon Dehon. L'église est consacrée en 1934 et confiée à la congrégation des prêtres du Sacré-Cœur de Saint-Quentin.
L'église est érigée par la constitution apostolique Regis pacifici de Pie XI du 31 octobre 1926 en église paroissiale, et le 5 février 1965, promue au titre de diaconie cardinalice par la constitution apostolique Sacrum Cardinalium Collegium de Paul VI, puis par le motu proprio Recentioris architecturae, elle est élevée au rang de basilique mineure le 3 juillet 1965.

## Architecture
L'édifice a une façade de briques, le haut de la façade, les portails et les fenêtres étant bordés de travertin. La nef est flanquée de deux ailes, possède un plan entre la croix latine et la croix grecque, avec une longueur de 70 mètres. L'église présente un dôme de 20 mètres de diamètre. Un haut-relief d'Arturo Martini se trouve au-dessus du portail. Il représente le Sacré-Cœur de Jésus. Le chemin de croix à l'intérieur est l'œuvre d'Alfredo Biagini.